# Георг III фон Тьоринг
Георг III фон Тьоринг (на немски: Georg III von Törring; † 6 май 1476) е благородник от старата благородническа фамилия Тьоринг от Бавария, господар в Щайн (ан дер Траун), Нойдег и Пертенщайн (част от град Траунройт) в Горна Бавария.
Той е син на Зигфрид II фон Тьоринг († 1421 в битка) и втората му съпруга Клара фон Фраунберг († сл. 1438), дъщеря на Вилхелм IV фон Фраунберг, господар на Хайденбург и Маргарета фон Ахайм цу Вилденау.
Правнуците му са издигнати на 3 юни 1566 г. на имперски фрайхер. На 21 октомври 1630 г. праправнук му е издидигнат на имперски граф. Дворецът Шайн ан дер Траун е продаден през 1633 г. на графовете Фугер фон Кирхберг. Линията Щайн изчезва през 1744 г. с граф Йохан Франц Адам II фон Тьоринг-Щайн (* 16 декември 1700; † 3 февруари 1744).

## Фамилия
Георг III фон Тьоринг се жени на 25 юни 1451 г. в Мюнхен за фрайин Агнес фон Рехберг († 1489), дъщеря на Албрехт фон Рехберг, господар на Щауфенек († 1439) и Клара фон Монфор-Тетнанг († 1440), дъщеря на граф Вилхелм IV фон Монфор-Тетнанг († 1439) и Кунигунда фон Верденберг († 1443). Те имат син:
- Зайфрид IV фон Тьоринг (* 3 февруари 1454; † 15 декември 1521, погребан в Баумбург), господар на Щайн и Пертенщайн, женен пр. 22 октомври 1481 г. за Геновева Нотхафт фон Вернберг († 14 февруари 1521); имат син